# Twisted Sister
Twisted Sister byla americká heavy metalová skupina původně z Ho-Ho-Kusu v New Jersey, která později přesídlila na Long Island v New Yorku. Mezi jejich největší hity patří skladby „We're Not Gonna Take It“ a „I Wanna Rock“, jejichž videoklipy jsou plné groteskního humoru. V mnoha jejich skladbách se skloubil odpor mladé generace k rodičům s kritikou vzdělávacího systému. Kromě hudby je kapela stejně známá i pro své účesy, nošení ženského oblečení a líčení, což vedlo k zařazení do glam metalové scény 80. let. Nicméně frontman Dee Snider tento termín považuje za nevhodný.
Kapela Twisted Sister vznikla z kapely Silver Star a prošla několika změnami ve složení, než se v roce 1982 ustálila na klasické sestavě Jay Jay French (kytary), Eddie „Fingers“ Ojeda (kytary), Dee Snider (zpěv), Mark „The Animal“ Mendoza (basa) a A. J. Pero (bicí). Právě tato sestava nahrála první čtyři alba kapely. První dvě alba Twisted Sister, Under the Blade (1982) a You Can't Stop Rock 'n' Roll (1983), se setkala s pozitivním ohlasem kritiky a kapele vynesla popularitu v undergroundu. Kapela dosáhla mainstreamového úspěchu se svým třetím albem Stay Hungry (1984) a singlem „We're Not Gonna Take It“, který se stal jejich jediným hitem v Top 40 hitparády Billboard Hot 100. Jejich další dvě alba, Come Out and Play (1985) a Love Is for Suckers (1987), se úspěchu Stay Hungry nevyrovnala a Twisted Sister se v roce 1988 rozpadl\.
Koncem 90. let se kapela krátce znovu sešla, než se v roce 2003 znovu nereformovala na delší čas. Vydali další dvě alba, Still Hungry (2004), reprízu svého třetího alba, a vánoční album A Twisted Christmas (2006). Po Perově smrti v roce 2015 se kapela vydala na rozlučkové turné a po jeho dokončení v roce 2016 znovu ukončila činnost.
Twisted Sister se také umístili na 73. příčce v žebříčku televize VH1 100 největších umělců hard rocku.
V lednu 2023 byla skupina uvedena do Metal Hall of Fame a po 7 letech společně vystoupila klasická sestava kromě zesnulého bubeníka A.J. Pera, kterého znovu nahradil Mike Portnoy a kytaristu Eddieho Ojedu nahradil Keith Robert War, protože Ojeda se nakazil covidem-19.
V dubnu 2023 Snider oznámil, že skupina bude hrát na některých shromážděních Demokratické strany během voleb prezidenta USA 2024.

## Diskografie
- 2011 Love Is For Sucker Demos
- 2009 Stay Hungry 25th
- 2008 Live At Astoria
- 2006 A Twisted Christmas
- 2004 Still Hungry
- 2003 Live At Wacken
- 2002 New York Steel
- 2001 Club Daze Volume 2, Live At Bars
- 2001 Twisted Forever
- 1999 Club Daze Volume 1, The Studio Sessions
- 1994 Live At Hammersmith
- 1992 Big Hits & Nasty Cuts
- 1987 Love Is For Suckers
- 1985 Come Out And Play
- 1984 Stay Hungry
- 1983 You Can't Stop Rock And Roll
- 1982 Ruff Cuts
- 1982 Under The Blade
- 1979 I'll Never Grow Up, Now!